# Musée Gassendi
 (mars 2022).
Si vous disposez d'ouvrages ou d'articles de référence ou si vous connaissez des sites web de qualité traitant du thème abordé ici, merci de compléter l'article en donnant les références utiles à sa vérifiabilité et en les liant à la section « Notes et références ».
Le musée Gassendi, situé au n° 64 du boulevard Gassendi à Digne-les-Bains est à la fois un muséum d'histoire naturelle et un musée des beaux-arts.

## Historique
Au cours de sa séance du 14 octobre 1883, la Société scientifique des Basses-Alpes sous la vice-présidence de Victor Lieutaud, propose de créer un comité chargé d'étudier la création d'un musée départemental à Digne. Ce comité est créé le 1er mars 1885 et se réunit le 7 mars de la même année sous la présidence du préfet Huet. Le comité décide la création d'une commission d'étude placée sous la présidence de Paul Martin, artiste peintre. Un arrêté préfectoral du 28 février 1889 autorise la création d'une Société du Musée et approuve ses statuts. L'inauguration officielle du premier local situé dans l'ancienne gendarmerie a lieu le 29 septembre 1889. La ville de Digne-les-Bains décide le 16 avril 1904 d'acheter l'ancien hôpital pour y installer le musée. L'inauguration du nouveau musée a lieu le 22 septembre 1909 et l'ouverture au public s'effectue le 11 octobre 1909.

## Les salles d'exposition

### Cabinet d'Étienne Martin
Un espace est consacré à Étienne Martin qui est, avec son père Paul Martin, à l'origine de la création du musée et en a été le conservateur de 1905 jusqu'à sa mort en 1945. Étienne Martin a mis en place la section des beaux-arts du musée grâce aux dons des membres de l'Association des Artistes Marseillais dont il assure la présidence de 1912 à 1916 et de 1920 à 1923. Ce cabinet ne constitue pas une restitution à l'identique, mais a été construit à partir des éléments connus du domaine familial, la villa Saint-Martin acquise en 1873. Cette pièce, où le portrait du père Paul Martin figure en bonne place, évoque l'ambiance raffinée et l'éclectisme des milieux cultivés du XIXe siècle ; ainsi voisinent des objets très divers : lances, sagaies, meubles et tableaux.

### Salle des paysages
Les collections de peintures présentées dans cette salle ont été en grande partie rassemblée par Paul et Étienne Martin. Les tableaux représentent essentiellement des paysages ou des scènes de la vie quotidienne. Une touche contemporaine est donnée par l'immense paroi d'argile placée au fond de la salle et réalisé in situ par l'artiste écossais Andy Goldsworthy.
Parmi les tableaux exposés, on peut citer les œuvres des peintres suivants :
- Henri Aurrens : À Montredon (1928)
- Paulin Bertrand : Anse du Pradon, environ de Toulon (1911)
- Julien Gustave Gagliardini : Village au bord de la Méditerranée (1906)
- André Gouirand : Gondoles à Venise (1923)
- Théophile Mayan : Les Alpilles et la plaine d'Eygalières (1907)
- Raphaël Ponson : Calanque de Sormiou
- Eugène Martel : Intérieur de café (1901)
- François Nardi : Temps gris aux environs de Toulon
- Antoine Vollon : La moisson
- Étienne Martin :
  - Digne : le boulevard Gassendi
  - Digne, la grande fontaine
  - Le pré de la foire à Digne
  - Le courrier (1900)
  - Le relais (1890)[2]

Peintures de la salle des paysages
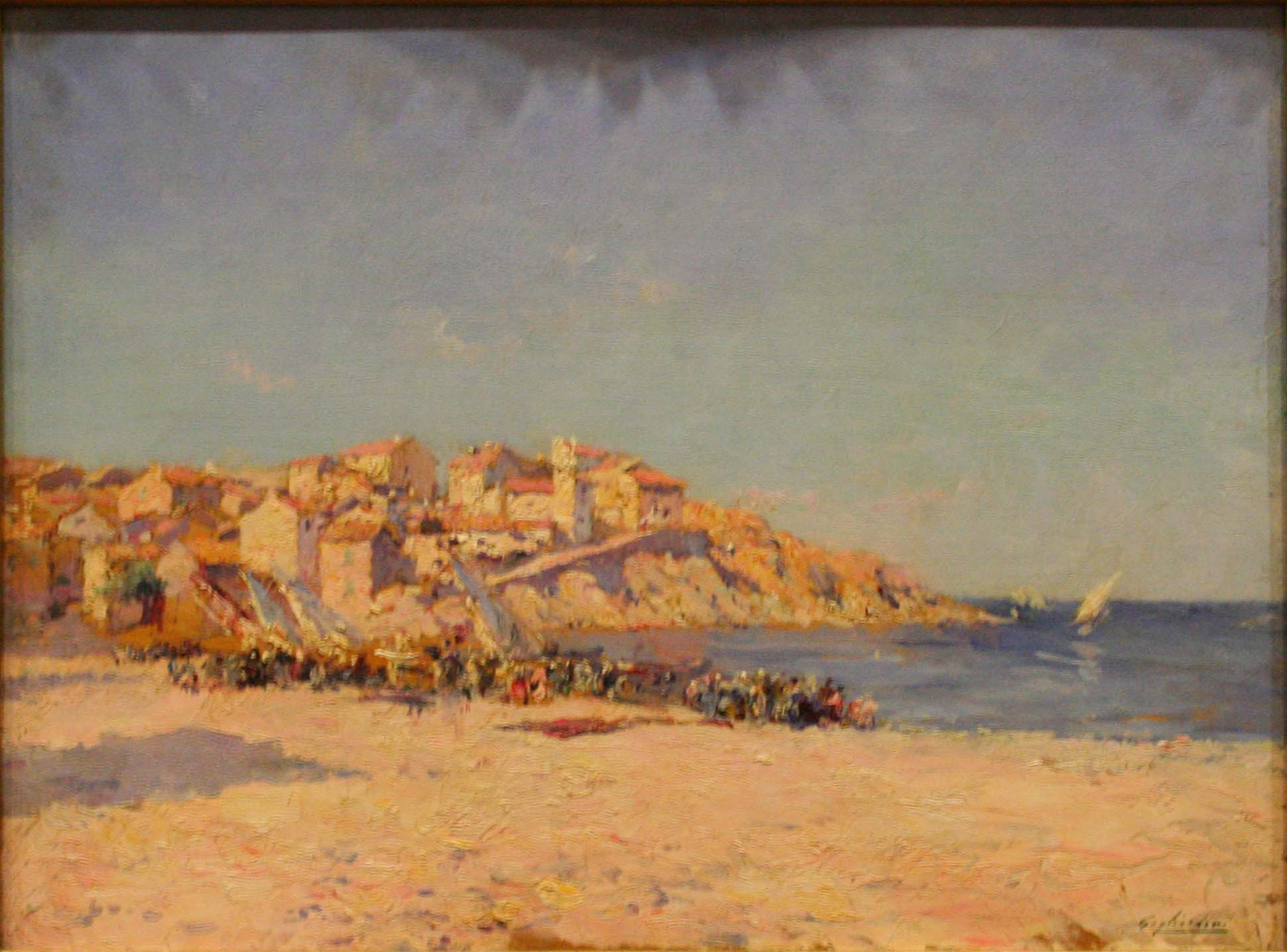
Julien Gustave Gagliardini Village au bord de la Méditerranée.
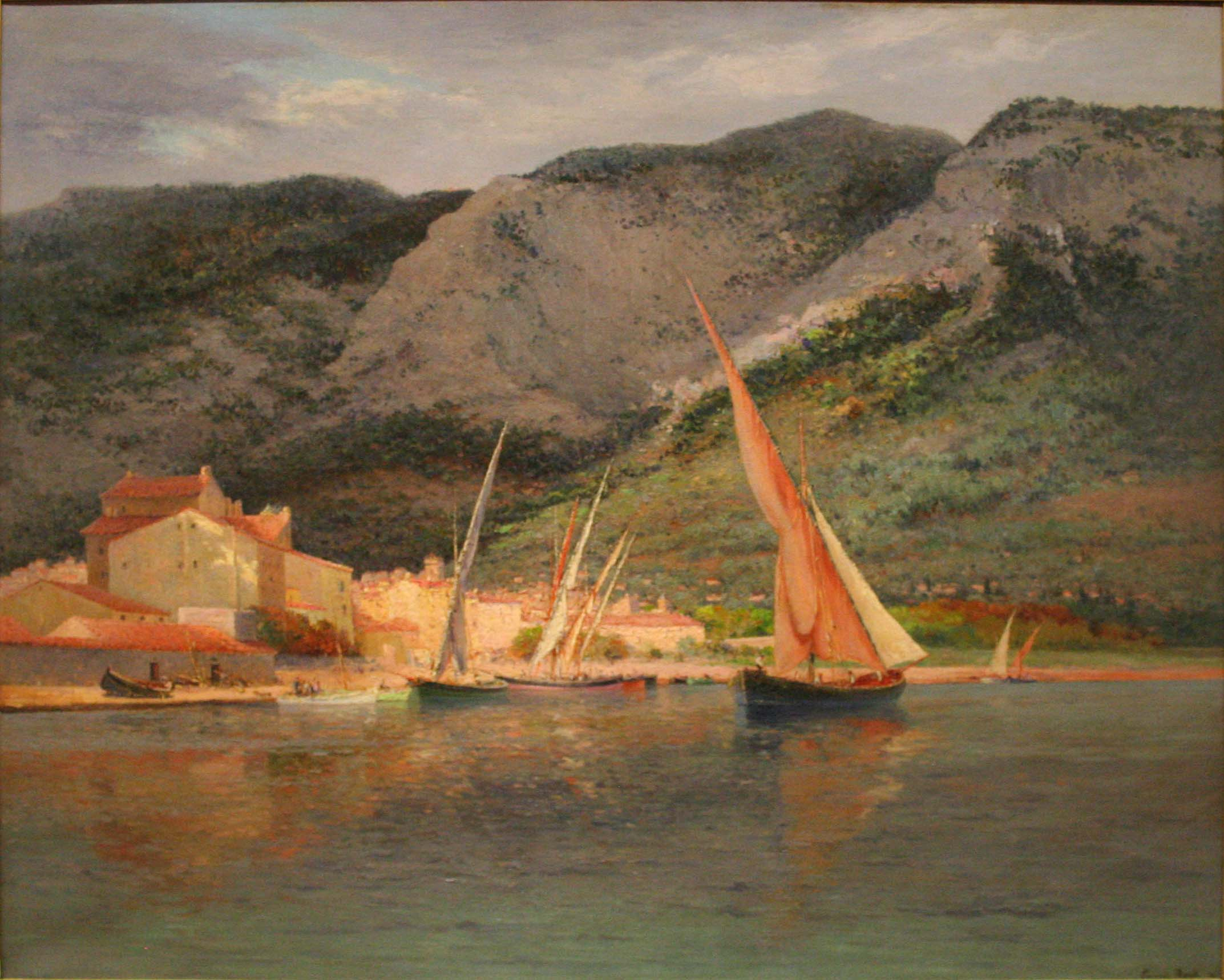
François Nardi Temps gris aux environs de Toulon.
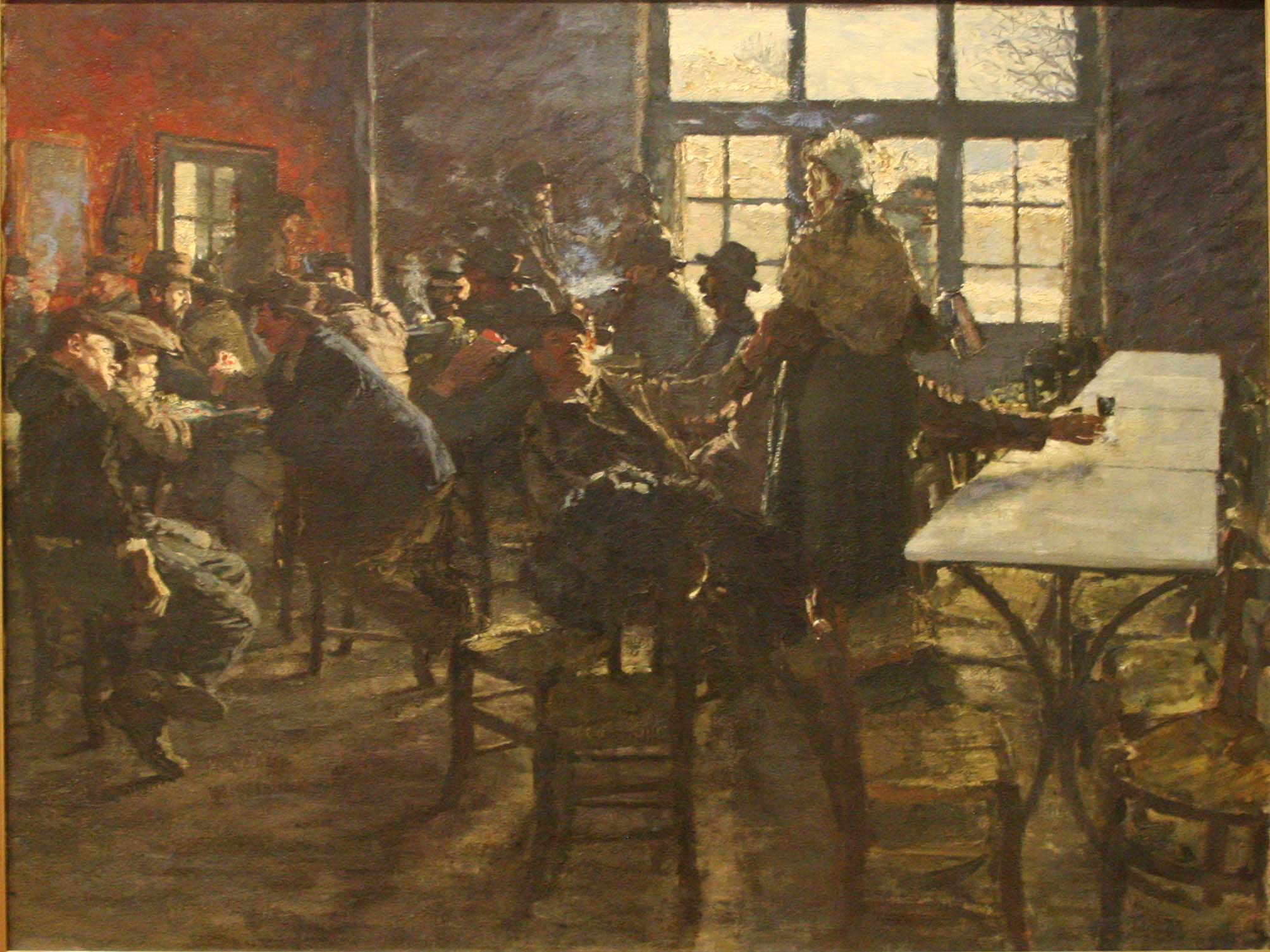
Eugène Martel Intérieur de café.
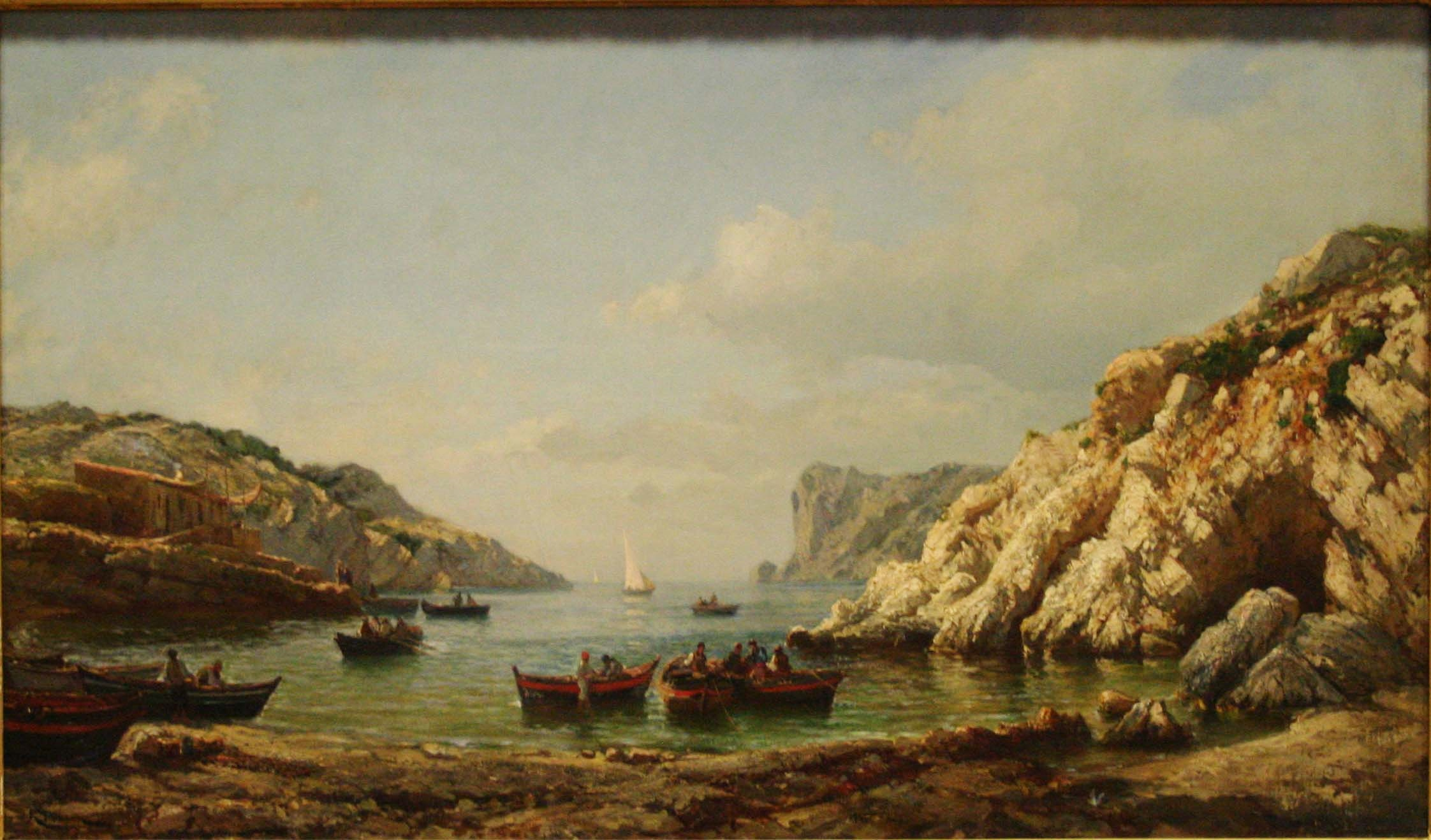
Raphaël Ponson Calanque de Sormiou.

### Cabinet Bernard Plossu
Le photographe voyageur Bernard Plossu vient à Digne-les-Bains depuis 1994. La réserve naturelle géologique de Haute-Provence lui confie la réalisation du premier inventaire photographique de son territoire. Le musée Gassendi possède une collection de deux-cent-cinquante photographies qui sont exposées par roulement.

### Salle de l'art ancien
Cette salle rouge regroupe les peintures les plus anciennes du musée de la première moitié du XVIe siècle au début du XIXe siècle, ainsi que des œuvres contemporaines d'Hubert Duprat :
- Jan Antonisz van Ravesteyn : Portrait de Dame.
- Frans Pourbus le Jeune : Portrait de seigneur (huile sur bois) et Portrait de jeune seigneur (huile sur bois).
- Anonyme : La Halte dans les ruines : Ce tableau a fait l'objet d'une restauration qui, après suppression des repeints, a permis de retrouver l'état d'origine de la peinture. Au centre de la scène une jeune femme est en train de courir, sa robe est remontée pour y recueillir des fleurs. Elle lève les bras devant son visage, tout en regardant le jeune homme à droite, car elle veut se protéger des éclaboussures qu'il lui envoie avec sa main gauche. Cette iconographie de paysage avec des ruines, très en vogue à l'époque, a retrouvé grâce à la restauration son caractère mouvementé original.
- Anonyme : Judith présentant la tête d'Holopherne
- Anonyme : À la table d'Hérode, Salomé apporte la tête de Saint-Jean
- Anonyme : Adoration des bergers
- Fleury François Richard : Mort de saint Paul ermite.
- Anonyme : Le Concert de sainte Cécile.
- Anonyme : Scènes de la vie de sainte Anne (peinture sur bois, ex-voto)
- Carlo Maratta : Vierge au missel

Tableaux anciens
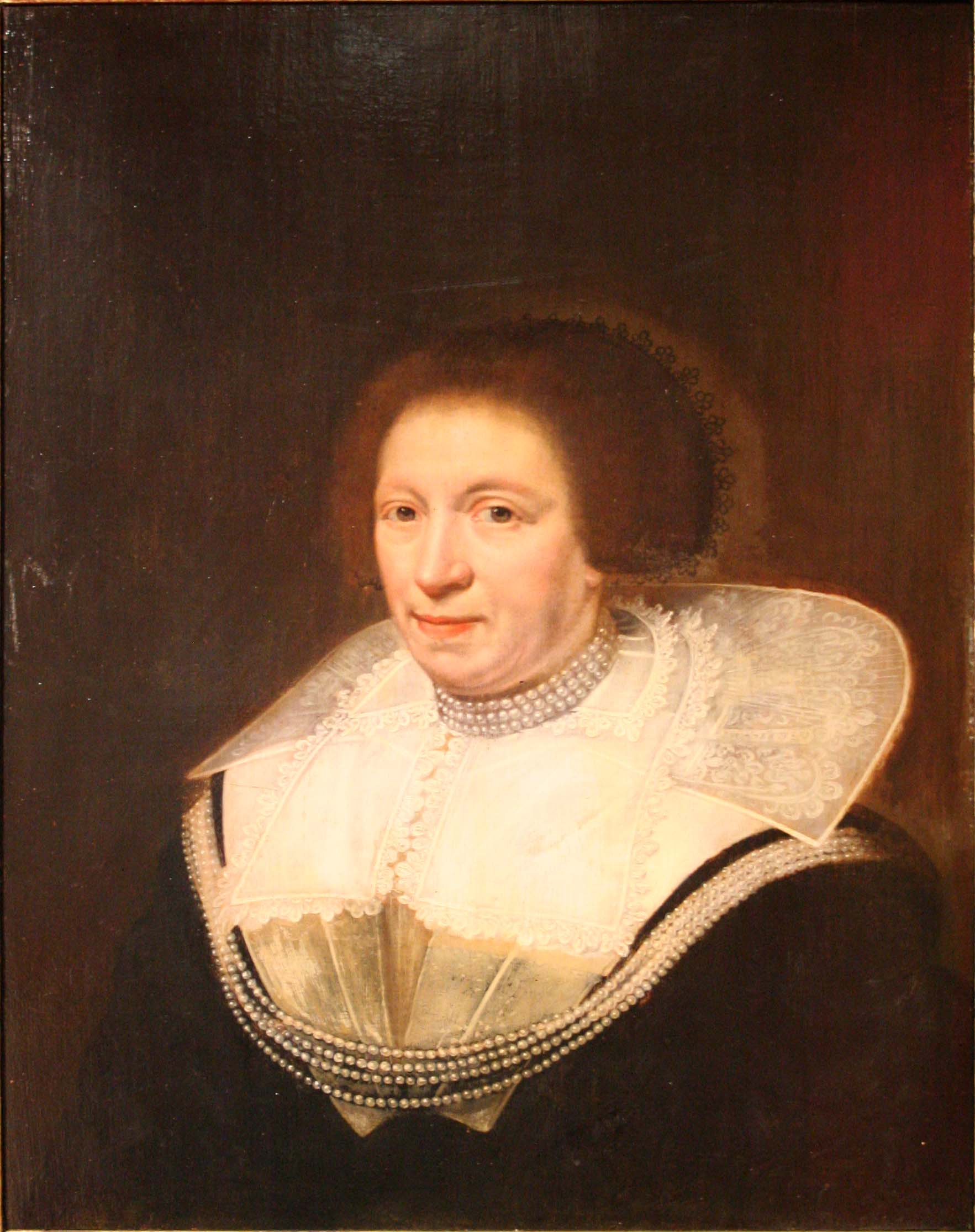
Jan Antonisz van Ravesteyn Portrait de Dame.
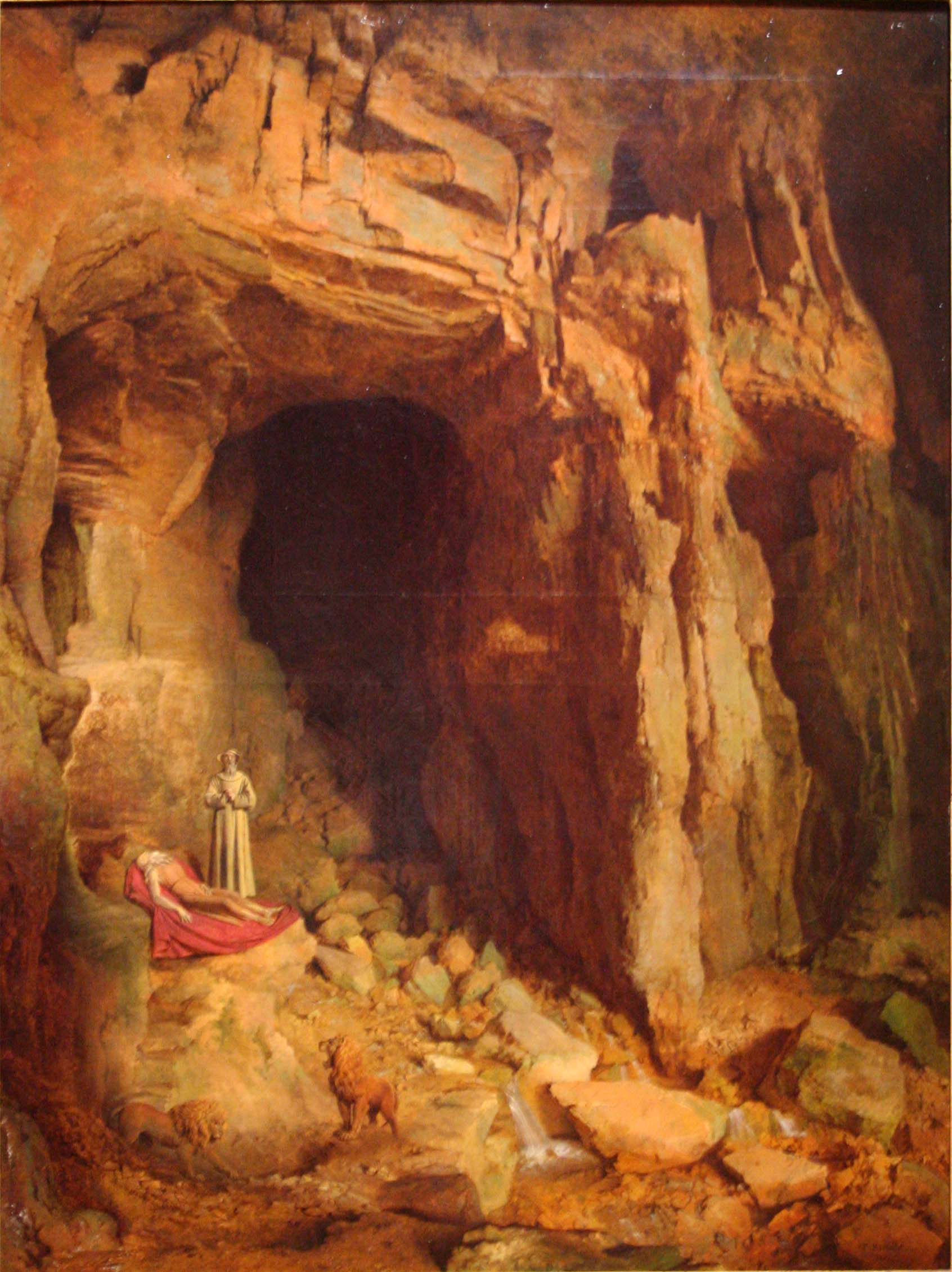
Fleury François Richard Mort de saint Paul ermite.
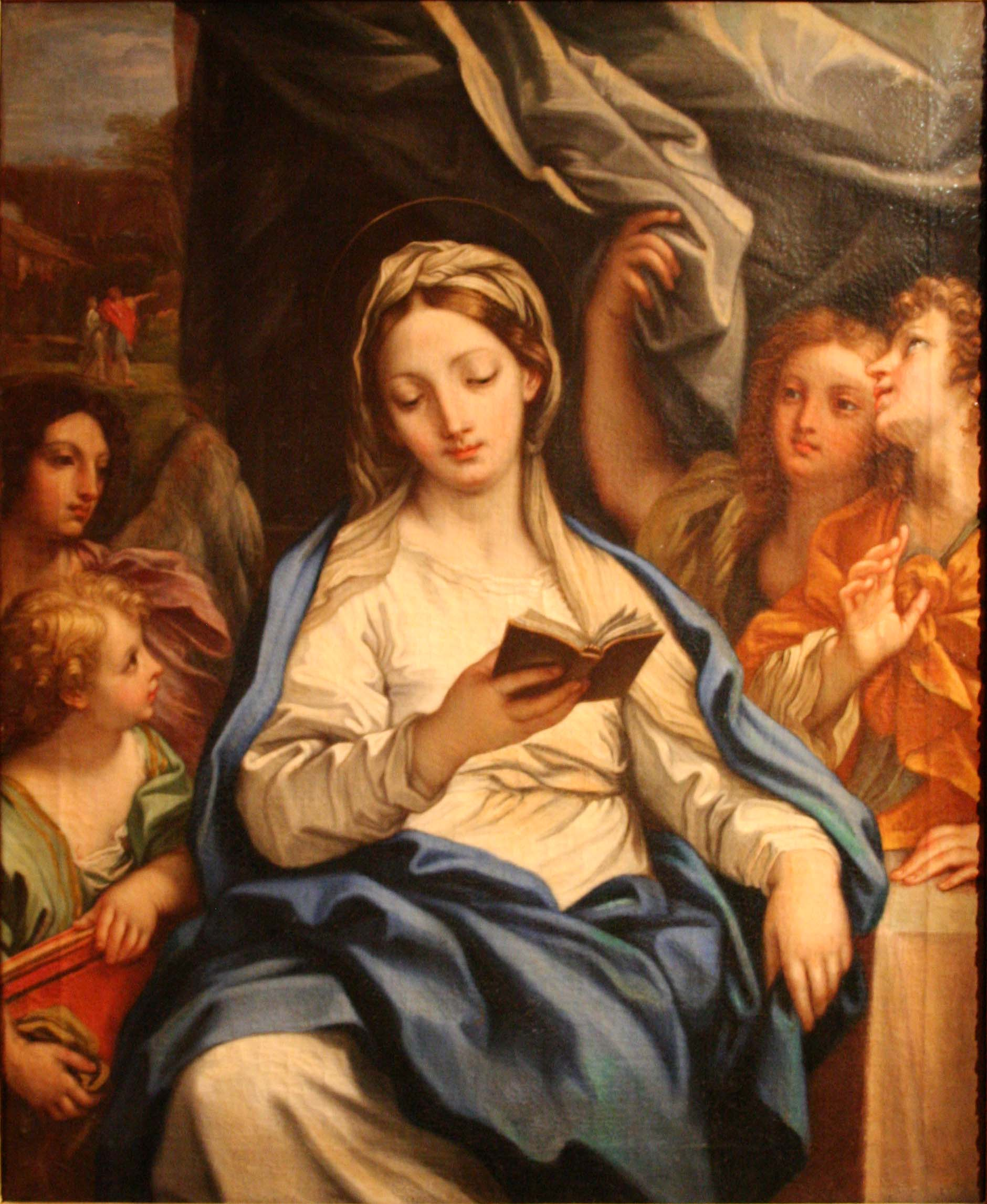
Carlo Maratta La Vierge au missel.

Dans cette salle sont également exposés des dessins anciens représentant des vues de Digne et des dessins d'artistes italiens :
- Stefano Della Bella dit Étienne de La Belle : La Chasse au sanglier, encre de Chine
- Giacinto Brandi : Vieux chevaux, encre brune sur papier vergé
- Antonio Monteis : La Tentation
- Federico Zuccaro : Le Christ prêchant, encre brune et rehauts de blanc sur papier vergé
- Charles André van Loo : Académie d'homme, fusain et craie blanche sur papier vergé
- Charles-Joseph Natoire : Académie d'homme, pierre noire et rehauts de blanc estompés ou lavés
- Giovanni Lanfranco : Le Blessé, pierre noire lavée par endroits sur papier vergé
- Jean-Antoine Constantin :
  - Paysage, aquarelle
  - Le Vallon des thermes et la chapelle Saint-Gilles à Digne, sépia
  - Les Bains de Digne, encre de chine
  - Vue de Digne prise des abords de Notre-Dame du Bourg ou Vue de Digne, du couvent de la Sainte-Enfance, dessin à la plume rehaussé de lavis à l'encre de Chine
  - Vue de Digne, lavis

Dessins italiens et vues de Digne
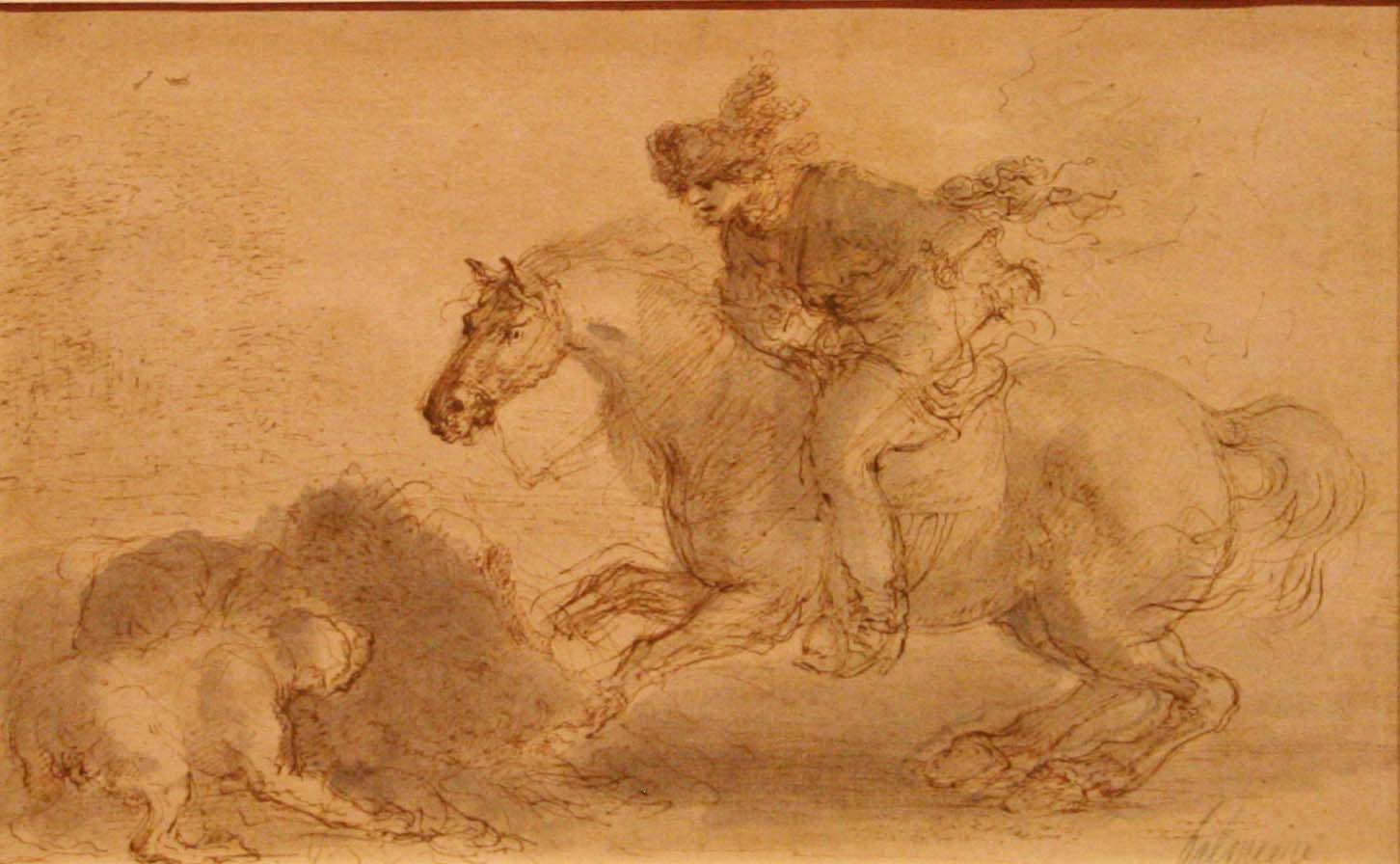
Stefano Della Bella La Chasse au sanglier.
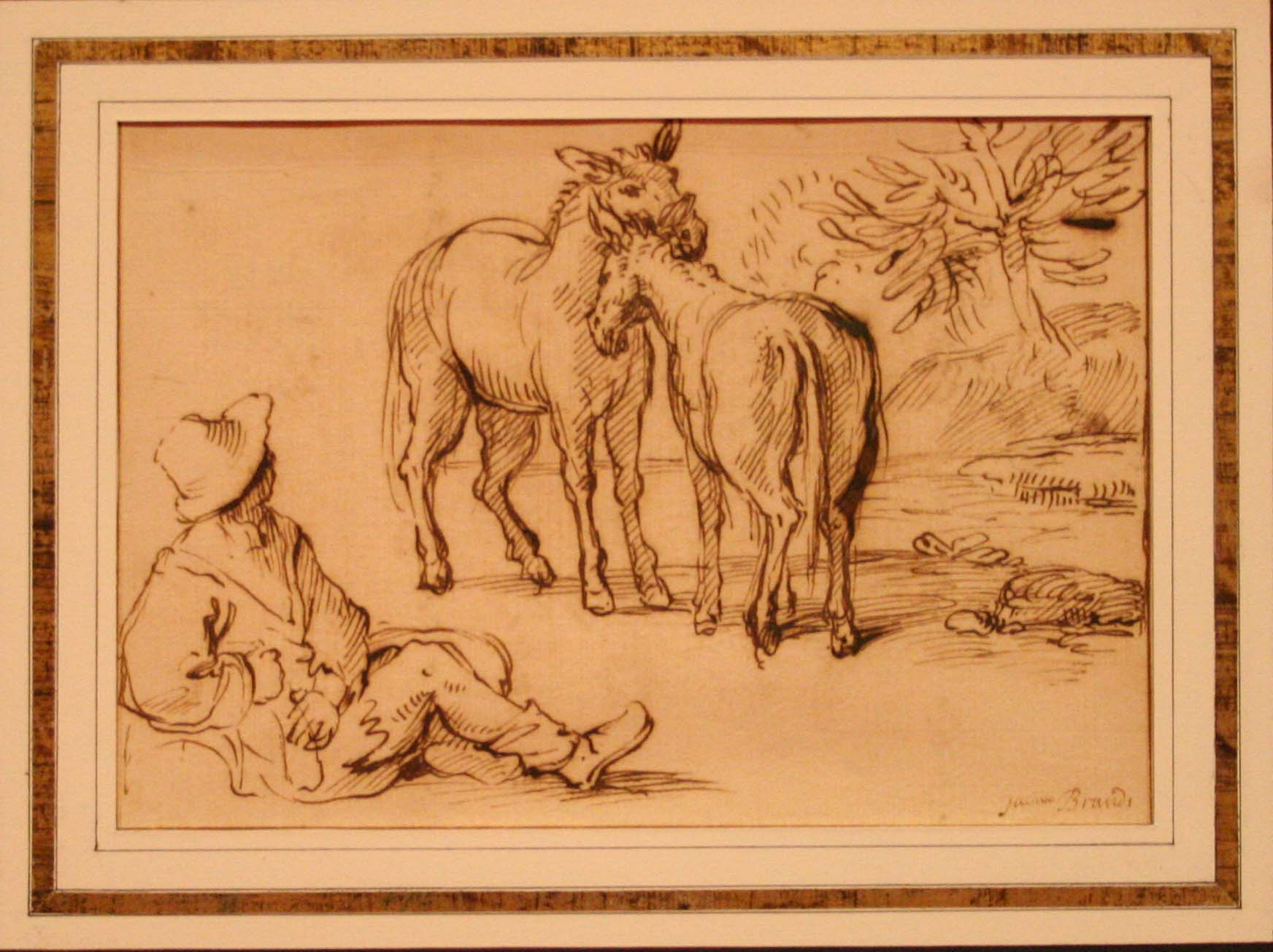
Giacinto Brandi Vieux chevaux.
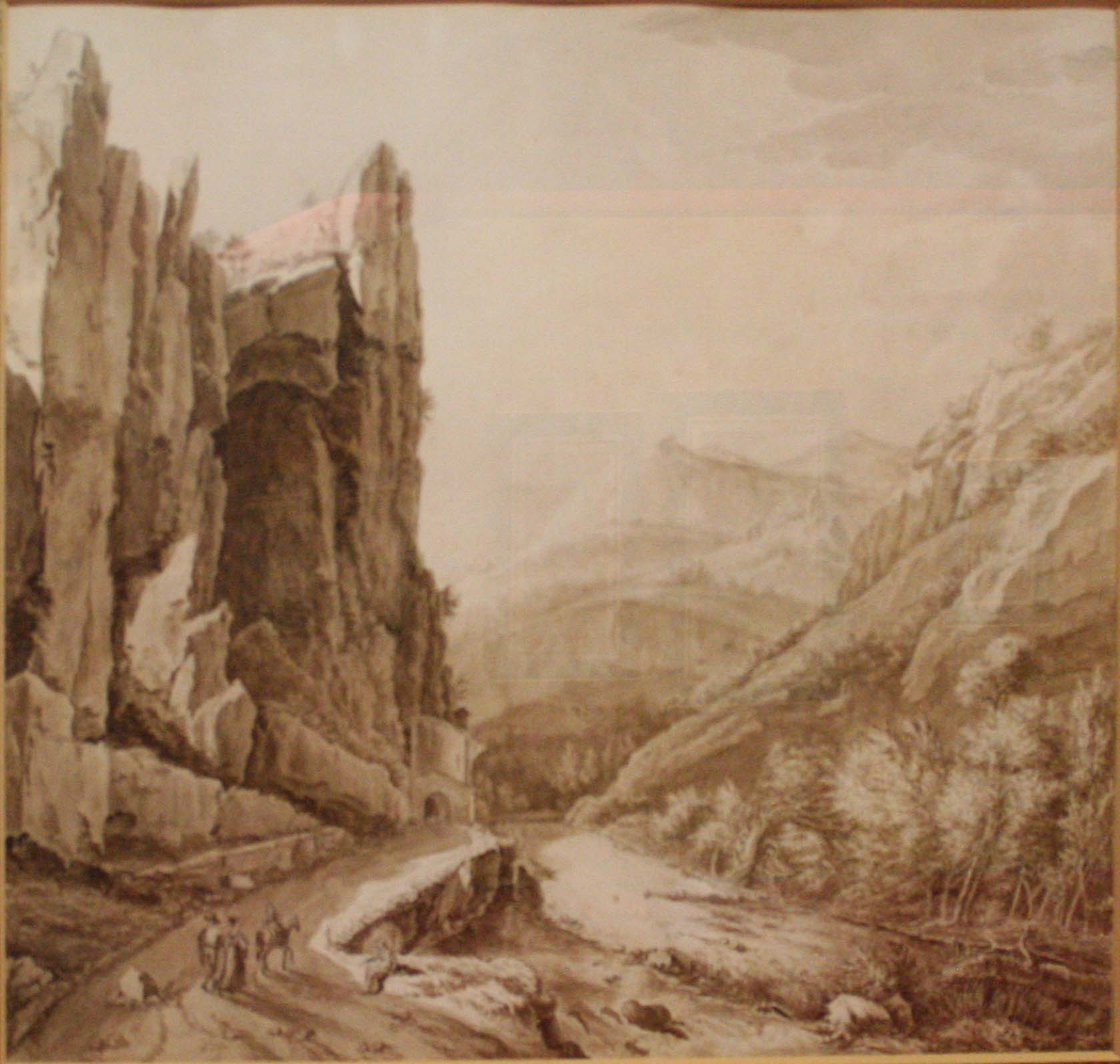
Jean-Antoine Constantin Le vallon des thermes et la chapelle Saint-Gilles à Digne.
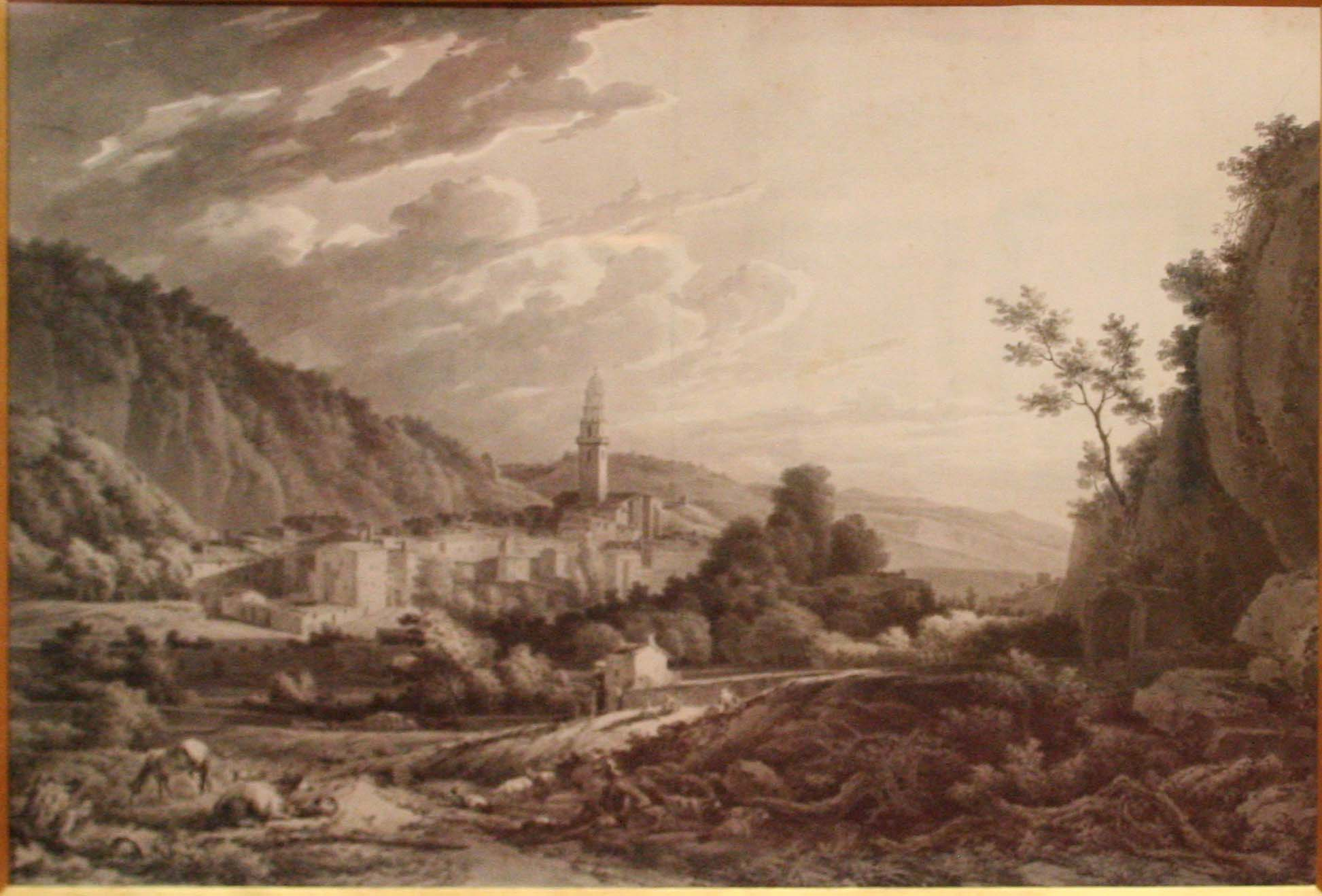
Jean-Antoine Constantin Vue de Digne prise des abords de Notre-Dame du Bourg.

### Salle des étoiles de Saint-Vincent
Une salle est consacrée aux étoiles de Saint-Vincent.

## Collection d'art contemporain
Le musée Gassendi possède également une collection d'art contemporain. Il possède entre autres des œuvres de Herman de Vries, Emma Dusong et Andy Goldsworthy.